# Bisdom Nancy

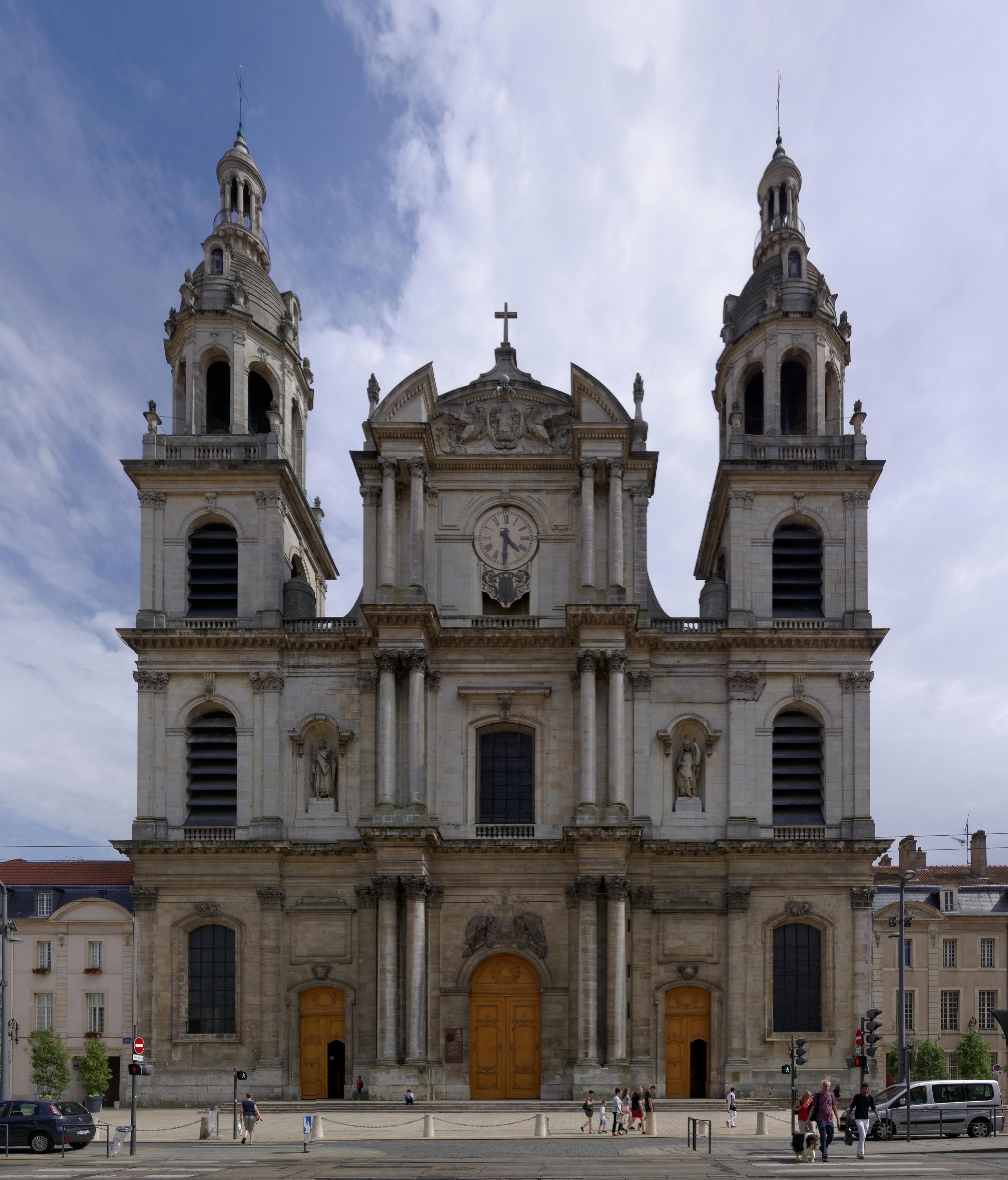
De kathedraal Notre-Dame-de-l'Annonciation van Nancy

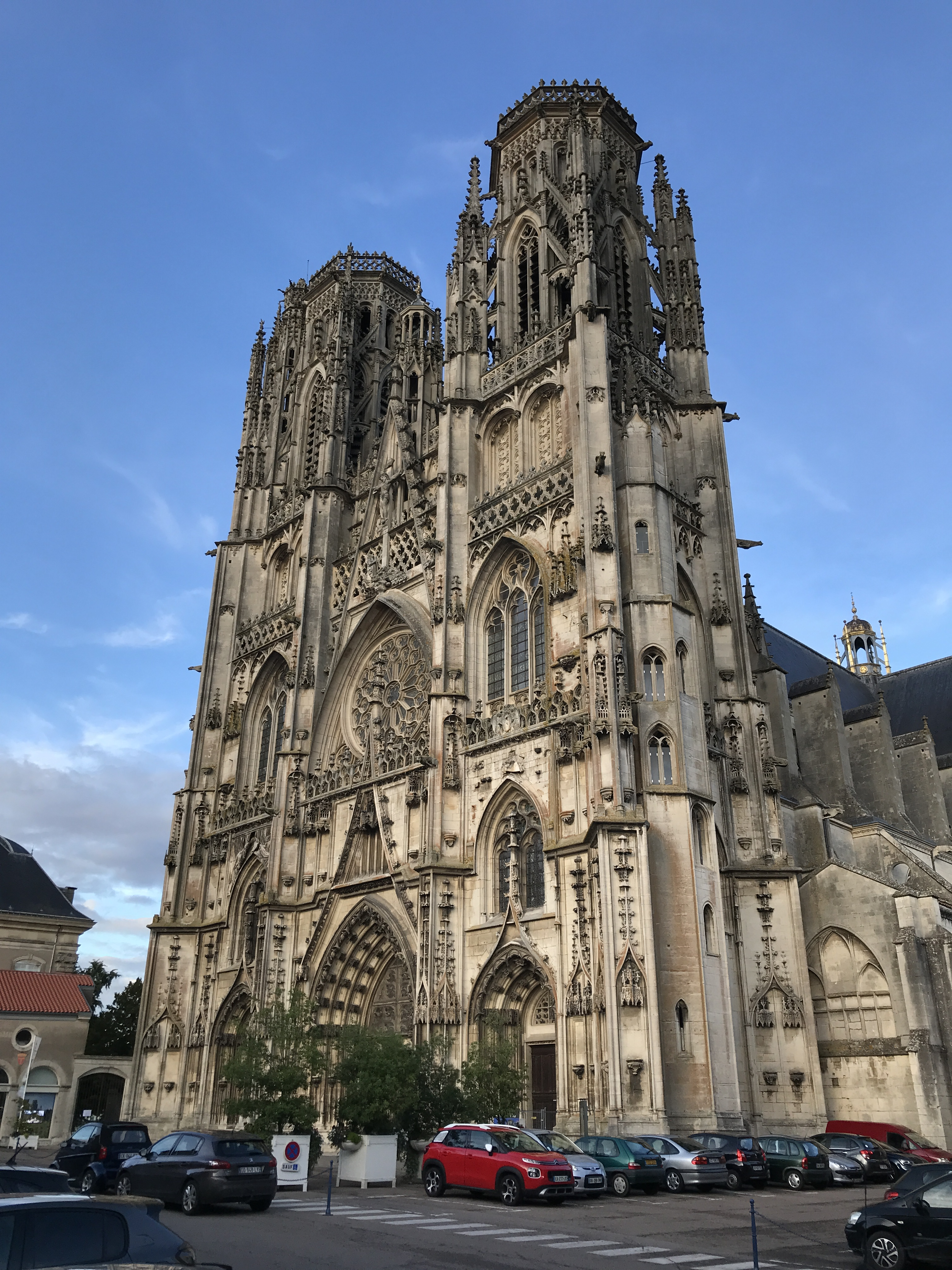
De kathedraal Saint-Étienne van Toul

Het bisdom Nancy, voluit bisdom Nancy-Toul (Latijn: Dioecesis Nanceiensis-Tullensis; Frans: Diocèse de Nancy et Toul), is een rooms-katholiek bisdom in Frankrijk. De bisschopszetel is de kathedraal van Nancy met als co-kathedraal die van Toul. Het bisdom omvat het grondgebied van het departement Meurthe-et-Moselle. Het is suffragaan aan het aartsbisdom Besançon.
In 2021 telde het bisdom 667.000 katholieken op een totale bevolking van 734.000, of 90,9% van de bevolking. Het bisdom telde toen 124 diocesane priesters en 28 permanente diakens voor 55 parochies.

## Geschiedenis

Het bisdom binnen Frankrijk

Al in 1602 probeerde hertog Karel III van Lotharingen tevergeefs om van zijn hoofdstad Nancy een bisdom te maken. Het bisdom Nancy werd opgericht in 1777 door afsplitsing van een deel van het bisdom Toul. Het was toen suffragaan aan het aartsbisdom Trier. Bij het Concordaat van 1801 werden de afgeschafte bisdommen Verdun en Saint-Dié bij Nancy gevoegd. Het nieuwe, grote bisdom Nancy omvatte toen drie departementen, Meurthe, Meuse en Vosges, en werd suffragaan aan het aartsbisdom Besançon. Al in 1822 werden de bisdommen Verdun en Saint-Dié opnieuw opgericht. In 1824 werd het eeuwenoude bisdom Toul bij het bisdom Nancy gevoegd. In 1874, als gevolg van het Verdrag van Frankfurt en de creatie van het departement Meurthe-et-Moselle, werd het bisdom verder uitgebreid om samen te vallen met het nieuwe departement.
Door de secularisatie liep het aantal priesters sterk terug vanaf de tweede helft van de 20e eeuw. Om dit op te vangen werden het aantal parochies teruggebracht van 660 in 1970 naar 211 in 2002. In de volgende jaren werd dit verder herleid naar 55 in 2013.

## Bisschoppen
- Louis-Apolinaire de La Tour du Pin-Montauban (1777-1783)
- François de Fontanges (1783-1787)
- Anne-Louis-Henri de La Fare (1787-1816)
- Antoine-Eustache d'Osmond (1802-1823)
- Charles de Forbin-Janson (1824-1844)
- Alexis-Basile-Alexandre Menjaud (1844-1859)
- Georges Darboy (1859-1863)
- Charles Lavigerie (1863-1867)
- Joseph-Alfred Foulon (1867-1882)
- Charles-François Turinaz (1882-1918)
- Charles-Joseph-Eugène Ruch (1918-1919)
- Hippolyte-Marie de La Celle (1919-1930)
- Etienne-Joseph Hurault (1930-1934)
- Marcel Fleury (1934-1949)
- Marc-Armand Lallier (1949-1956)
- Emile-Charles-Raymond Pirolley (1957-1971)
- Jean Albert Marie Auguste Bernard (1972-1991)
- Jean-Paul Jaeger (1991-1998)
- Jean-Louis Papin (1999-2023)
- Pierre-Yves Michel (2023- )

### Galerij

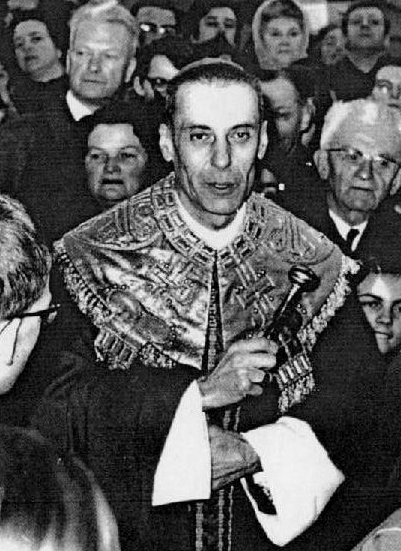
Jean Albert Marie Auguste Bernard
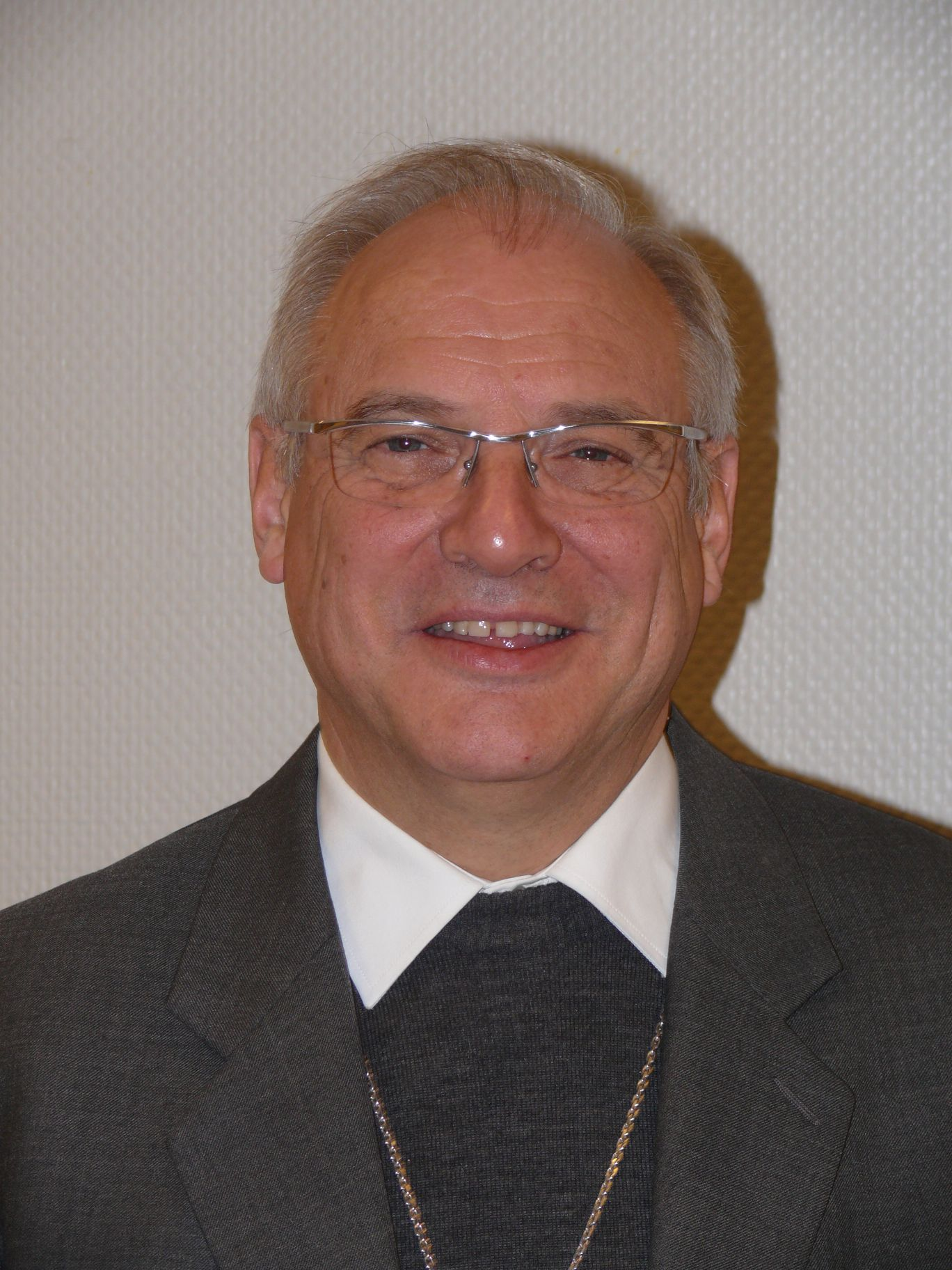
Jean-Paul Jaeger
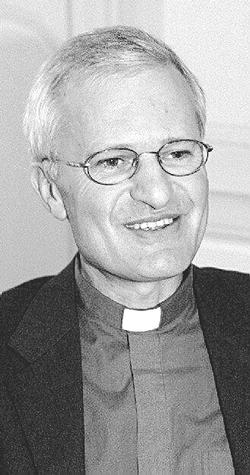
Jean-Louis Papin
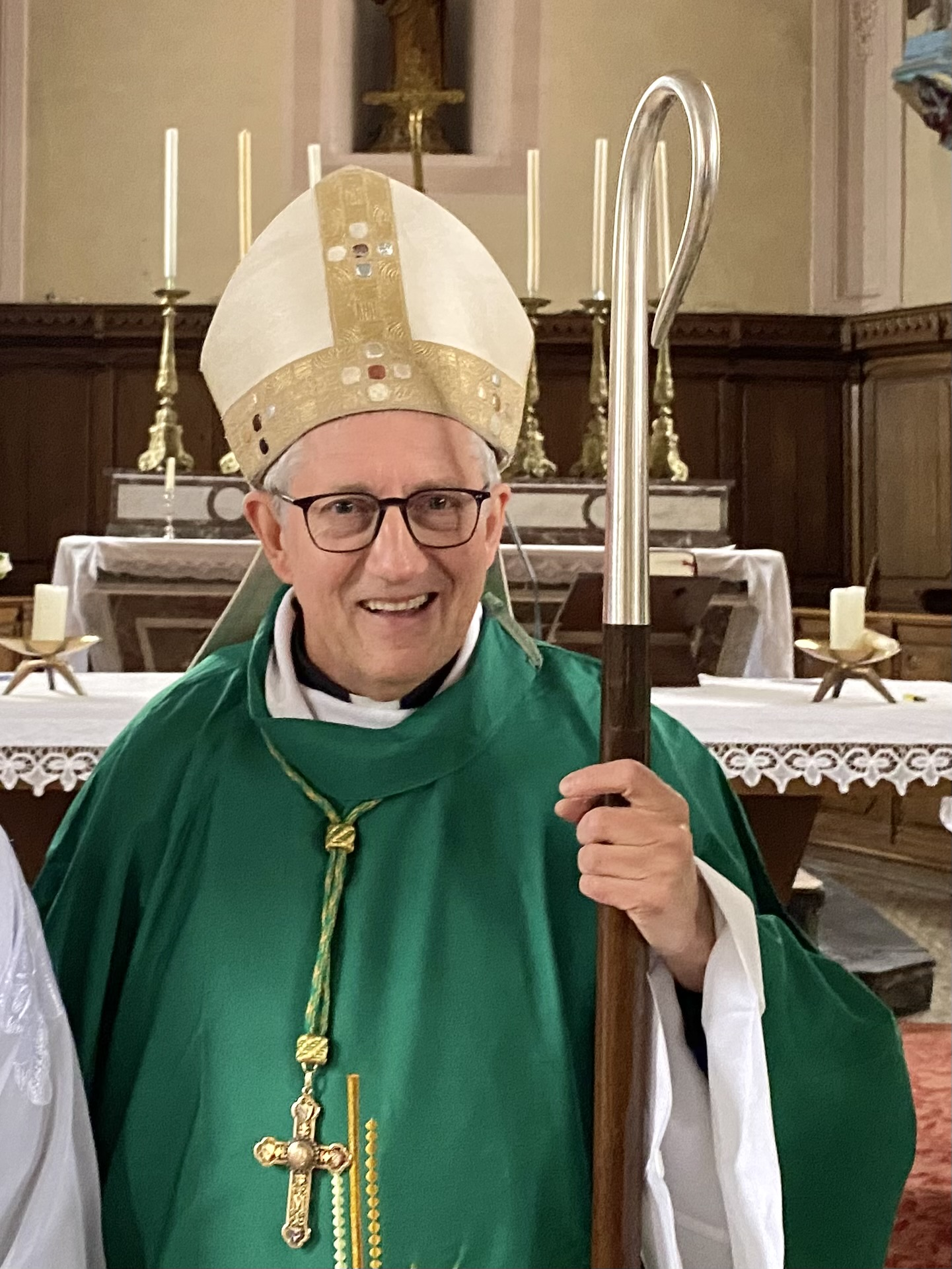
Pierre-Yves Michel

Besançon (aartsbisdom) · Belfort-Montbéliard · Nancy · Saint-Claude · Saint-Die · Verdun